# Сипне-Нові
Сипне-Нові (пол. Sypnie Nowe) — село в Польщі, у гміні Городиськ Сім'ятицького повіту Підляського воєводства.
У 1975-1998 роках село належало до Білостоцького воєводства.